# 朱实夫
朱实夫（1907年—1941年），中華民國大陸時期土默特旗（今内蒙古自治区呼和浩特一带）人，中華民國將領，共产党员，官至少將，是於中国抗日战争期間陣亡的中國軍方高級將領之一。

## 生平

### 早年经历
朱实夫為清末土默特旗（當時的內屬蒙古，漢民由歸綏道管理）漢人，1923年报考北京蒙藏学校并被录取，1925年当选为中華民國國民會議促成会全国代表大会代表，倡導內蒙自治。1925年冬，朱实夫进入黄埔军校学习，并在此期间加入中国共产党，毕业后在馮玉祥部任军官。1920年代末，前往莫斯科砲兵專門學校深造，毕业后于蒙古人民共和国工作，以商人的身份在中蒙边界间往返，协助中国共产党转移共产党员。1931年秋天，朱实夫护送王若飞等人从乌兰巴托回国，组建中共西北特别委员会。1933年初，朱实夫被捕入狱，在狱中患上伤寒，后来在土默特旗总管公署秘书长荣祥的保释下出狱并得以康复。1934年到孙殿英麾下的41军学兵队任教官。

### 百灵庙暴动
朱实夫1934年被邀请至蒙政會任職。1936年2月，在日本關東軍的支持下，蒙政會領導人德王成立蒙古軍政府，任總司令、總裁。2月21日，因不滿德王公开投日，朱实夫发动百灵庙暴动，帶領千餘人投國民革命軍傅作义旗下。随朱实夫投诚的部队改编为蒙旗保安总队，朱实夫任副总队长。11月24日，傅作義調派第三十五軍主力攻克蒙古軍政府第七師駐守的百靈廟，是為「绥远抗战」，朱实夫参与了红格尔图战役。1937年夏，蒙旗保安总队改编为蒙旗独立旅，朱实夫改任第二大队长兼训练长。

### 抗日战争时期
1937年10月12日，日伪军入侵归绥，朱实夫率部抵抗。在此次战斗中，朱实夫负伤，所率部队因寡不敌众撤退到伊克昭盟坚持抗战。1938年5月（一说1939年间），蒙旗独立旅改编为新三师，朱实夫任第八团团长，驻守伊克昭盟。1941年，朱实夫任新3師副師長，官拜少將，当年夏季率部轉進甘肅。

### 逝世与纪念
1941年，朱实夫逝世。朱实夫的死因和具体死亡日期有多种说法，有说法称朱实夫于9月15日在战斗中中弹殉职，亦有说法称朱实夫于当年七月死于腿部枪伤发作，还有说法称朱实夫于当年一月被国民党毒杀。《淡江史学》认为朱实夫并非死于战场。1942年3月30日，中華民國政府特以1456號褒揚令明令褒揚。2015年，内蒙古自治区民政厅认定朱实夫为抗日英烈。

## 家庭
- 夫人：经瑞霞，1931年秋订婚。[1]